# Era Restanca
Era Restanca (occitanska: Lac dera Restanca, Estanh dera Restanca) är en sjö i Spanien.   Den ligger i provinsen Província de Lleida och regionen Katalonien, i den nordöstra delen av landet, 400 km nordost om huvudstaden Madrid. Era Restanca ligger 2 000 meter över havet.  Trakten runt Era Restanca består i huvudsak av gräsmarker.